# Травматизм
Травматизм — совокупность травм, возникших в определённой группе населения за определённый отрезок времени. Наибольший уровень травматизма отмечается у мужчин в возрасте 20-49 лет, а у женщин — 30-59 лет, причём во всех возрастных группах этот показатель значительно выше у мужчин. Среди всех причин первичной инвалидности и смертности травмы занимают третье место, а у лиц трудоспособного возраста травмы занимают первое место среди причин смерти. Травматизм — часть общей заболеваемости населения.

## Деление травм

### Производственный травматизм
Производственная травма — травма, полученная работником на производстве и вызванная несоблюдением требований охраны труда. Все работодатели обязаны предпринимать меры по предотвращению производственного травматизма и профессиональных заболеваний (пп. 4 п. 2 ст. 17 Федерального закона от 24.07.1998 N 125-ФЗ «Об обязательном социальном страховании от несчастных случаев на производстве и профессиональных заболеваний», далее — Закон N 125-ФЗ).
При определённых обстоятельствах и на определённые цели страхователю может быть разрешено часть расходов на финансирование мер по предупреждению производственного травматизма возместить за счет взносов на травматизм, подлежащих уплате в бюджет ФСС РФ.

#### Причины производственного травматизма
- Организационные: недостатки в организации и содержании рабочего места, применение неправильных приёмов работы, недостаточный надзор за работой, за соблюдением правил техники безопасности, допуск к работе неподготовленных рабочих, плохая организация трудового процесса, отсутствие или неисправность средств индивидуальной защиты.
- Технические: возникают из-за несовершенства технологических процессов, конструктивных недостатков оборудования, приспособлений, инструментов, несовершенства защитных устройств, сигнализаций, блокировок и т. п.
- Санитарно-гигиенические: отсутствие специальной одежды и обуви или их дефекты, неправильное освещение рабочих мест, чрезмерно высокая или низкая температура воздуха в рабочих помещениях, производственная пыль, недостаточная вентиляция, захламлённость и загрязнённость производственной территории.
- Социально-психологические: складываются из отношения коллектива к вопросам безопасности, микроклимата в коллективе.
- Климатические: зависят от специфики особенностей климата, времени суток, условий труда.
- Биографические: связаны с полом[источник не указан 4997 дней], возрастом, стажем, квалификацией, состоянием здоровья.
- Психофизиологические: зависят от особенностей внимания, эмоций, реакций, физических и нервно-психологических перегрузок.
- Экономические: вызваны неритмичностью работы, нарушением сроков выдачи заработной платы, недостатками в жилищных условиях, в обеспечении детскими учреждениями.

#### Профилактика производственного травматизма
Различают 2 основных метода:
- ретроспективный
- прогностический

Ретроспективные методы(статистический, топографический, экономический)требуют накопления данных о несчастных случаях. В этом и кроется один из главных недостатков.
Прогностические методы позволяют изучать опасность на основе логико-вероятностного анализа, правил техники безопасности, мнений экспертов, специальных экспериментов (монографический).

#### Пути предупреждения производственного травматизма
- механизация, автоматизация и дистанционное управление процессами и оборудованием, применением роботов; адаптация человека в производственной среде к условиям труда
- профотбор людей, соответствующих условиям подготовки, воспитание положительного отношения к охране труда, система поощрений и стимулирования, дисциплинарные меры воздействия, применение СИЗ и др.;
- создание безопасной техники, машин и технологий, средств защиты и приспособлений, оптимизация их параметров производственной среды.

#### Статистика
В России в 2008 году число пострадавших на рабочих местах составило 58 тыс. (по сравнению со 152 тыс. в 2000 году), погибших — 2548 (в 2000 году — 4400). Основная причина снижения-увеличение безработицы. Российский показатель производственной смертности в 2008 году составил 11 на 100 000 работников (во Франции 2,7, в Италии 2,6, в Великобритании — 1,4).

### Непроизводственные травмы
- бытовые,
- уличные,
- дорожно-транспортные,
- спортивные,
- школьные,
- детские и пр.

### Травматизм бытовой
Бытовые травмы включают несчастные случаи, возникшие вне связи с производственной деятельностью пострадавшего — в доме, квартире, во дворе и т. д. Бытовой травматизм весьма высок и не имеет тенденции к снижению. Ведущей причиной этих травм (около трети случаев) является выполнение домашней работы — приготовление пищи, уборка и ремонт помещений и т. д. Среди травм преобладают ушибы, ранения, ожоги и др. Наиболее часто повреждается кисть. Около четверти бытовых травм возникает при падении во дворе, в квартире и т. д. Реже повреждения получают в различных бытовых эксцессах. В их возникновении значительная роль принадлежит алкогольному опьянению, особенно в праздничные и выходные дни. Бытовые травмы у мужчин встречаются в 3-4 раза чаще, чем у женщин, причём у лиц 18-25 лет они возникают в 5-6 раз чаще, чем у людей 45-50 лет.

#### Профилактика бытового травматизма
- улучшение условий быта;
- расширение коммунальных услуг населению;
- рациональную организацию досуга;
- проведение разнообразных культурно-массовых мероприятий;
- широкую антиалкогольную пропаганду;
- целенаправленную работу по созданию здорового быта;
- организацию при жилищных конторах специальных комиссий по борьбе с бытовым травматизмом;
- широкое привлечение общественности.

### Дорожно-транспортный травматизм
Дорожно-транспортными являются травмы, нанесенные различного вида транспортными средствами при их использовании (движении) в случаях, не связанных с производственной деятельностью пострадавших, независимо от нахождения пострадавшего в момент происшествия в транспортном средстве (водитель, пассажир) или вне его (пешеход). Транспортным средством считается любое средство, используемое для транспортировки грузов, предметов, людей (автомобиль, мотоцикл, велосипед, самолёт, пароход, троллейбус, трамвай, железнодорожный, гужевой транспорт и пр.). Травматизм при дорожно-транспортных происшествиях обусловлен большим комплексом причин. Пострадавшие в ДТП нередко становятся инвалидами.

#### Причины гибели и травматизма людей на дорогах
- Специалисты признают халатное отношение к соблюдению правил дорожного движения:

- превышение скорости;
- проезд на красный свет;
- вождение автомобиля в нетрезвом состоянии;
- не пристегнутый ремень безопасности;
- переход улицы в неположенном месте и на красный свет и т. д.

Наибольшее количество дорожно-транспортных происшествий наблюдается зимой и в первые осенние месяцы. Дорожно-транспортные травмы учащаются в последние дни недели и во второй половине дня. Реже они возникают ночью, однако их последствия намного тяжелее. В городах основной причиной транспортного травматизма считается наезд на пешеходов, преимущественно легковыми автомобилями, на автотрассе преобладают столкновения автомобильного транспорта. В сельской местности дорожно-транспортные происшествия больше связаны с мотоциклетным и грузовым транспортом.
Борьба с дорожно-транспортным травматизмом и его последствиями — одна из наиболее острых проблем современности. В нашей стране предусмотрены осуществление общегосударственных мероприятий, направленных на предотвращение дорожно-транспортных происшествий; совершенствование государственной системы оказания медицинской помощи пострадавшим при дорожно-транспортных происшествиях и расширение научных исследований в области безопасности дорожного движения.

### Уличный травматизм
К уличным относятся травмы, полученные пострадавшими вне производственной деятельности на улицах, в открытых общественных местах, в поле, в лесу и пр., независимо от вызвавших их причин (кроме транспортных средств). Они связаны с падением (особенно во время гололедицы), поэтому их число значительно увеличивается в осенне-зимний период. Выявляется зависимость данного вида травматизма от времени суток. При падении людей на улицах переломы костей встречаются в 68-70 % случаев, ушибы и растяжения в 20-22 %, ранения мягких тканей в 4-6 %. Главным образом повреждаются конечности (83-85 %).

#### Причины уличного травматизма
- плохая организация уличного движения,
- узкие улицы с интенсивным движением,
- недостаточная освещенность и сигнализация;
- нарушение пешеходами правил уличного движения;
- неисправное состояние уличных покрытий, гололед и т. п.
- паркур, капуэйра и др экстремальные виды спорта.

### Детский травматизм
Травмы являются наиболее частой причиной смерти ребёнка в возрасте от года до 14 лет. Пик травматической смертности приходится на возраст 8 лет. Чаще всего смерть от травмы является следствием дорожно транспортного происшествия.
В возникновении повреждений существенное значение имеют анатомо-физиологические и психологические особенности детей, их физическое и умственное развитие, недостаточность житейских навыков, повышенная любознательность и т. п.
При анализе детского и школьного травматизма учитывают, что каждая возрастная группа имеет свои особенности. Необходимо обучать детей правильному поведению дома, на улице, в общественных местах, при занятиях спортом.
Выделяют следующие виды детского травматизма: 1) бытовой; 2) уличный (связанный с транспортом, нетранспортный); 3) школьный; 4) спортивный; 5) прочий. К детскому бытовому травматизму относят травмы, возникающие в домашней обстановке, во дворе, в детских дошкольных учреждениях. Наиболее тяжелыми из них являются ожоги (преимущественно у детей грудного возраста) и переломы. Довольно часто у детей от 1 до 3 лет встречаются повреждения связочного аппарата локтевого сустава как следствие резкого потягивания ребёнка за руку. Среди причин выделяют ушибы (30-35 %), травмы при падении (22-20 %), повреждения острыми предметами (18-20 %), термическое воздействие (15-17 %). Травмы объясняются преимущественно недостаточным надзором за детьми.